# La ocasión hace al ladrón
L'occasione fa il ladro (La ocasión hace al ladrón) es una burletta per musica o farsa en un acto compuesta por Gioachino Rossini sobre un libreto en italiano de Luigi Prividali, basado en Le prétendu par hazard, ou L'occasione fait le larron (1810) de Eugène Scribe. Se estrenó en el Teatro San Moisè de Venecia el 24 de noviembre de 1812. 
Fue compuesta por Rossini en no más de 11 días cuando tenía 20 años, es la cuarta de las cinco farsas compuestas por Rossini para al teatro San Moisè de Venecia entre 1810 y 1813.
La ópera narra una historia, con final feliz, de amores y equívocos. Una característica tempestad rossiniana que introduce al espectador en una posada en el camino de Nápoles, en la que se han refugiado Don Parmenión, un aventurero jactancioso y atrevido, su criado Martino y el Conde Alberto, noble refinado y sensible. Parmenión busca a la hija de un amigo que ha huido con su amante y Alberto encontrará a Berenice, la mujer que su padre, en su lecho de muerte, le ha destinado como esposa y que todavía no conoce.
Esta obra rara vez se representa en la actualidad; en las estadísticas de Operabase aparece con sólo 6 representaciones en el período 2005-2010, siendo la decimocuarta de Rossini.

## Grabaciones
- 1987, Luciana Serra, Luciana D’Intino, Raúl Giménez, J Patrick Raftery, Claudio Desderi, Ernesto Gavazzi, Orquesta Giovanile Italiana, director Salvatore Accardo (Ricordi Fonit Cetra RFCD 2001)
- 1992, María Bayo, Francesca Provvisionato, Iorio Zennaro, Natale de Carolis, Fabio Previati, Fulvio Massa, English Chamber Orchestra, director Marcello Viotti (Claves 509208)

Fuente: Grabaciones de L'occasione fa il ladro en operadis-opera-discography.org.uk